# Coux et Bigaroque-Mouzens
Coux et Bigaroque-Mouzens – gmina we Francji, w regionie Nowa Akwitania, w departamencie Dordogne. Została utworzona 1 stycznia 2016 roku z połączenia dwóch wcześniejszych gmin: Coux-et-Bigaroque oraz Mouzens. Siedzibą gminy została miejscowość Coux-et-Bigaroque. W 2013 roku populacja wyżej wymienionych gmin wynosiła 1210 mieszkańców.